# Lass of the Lumberlands

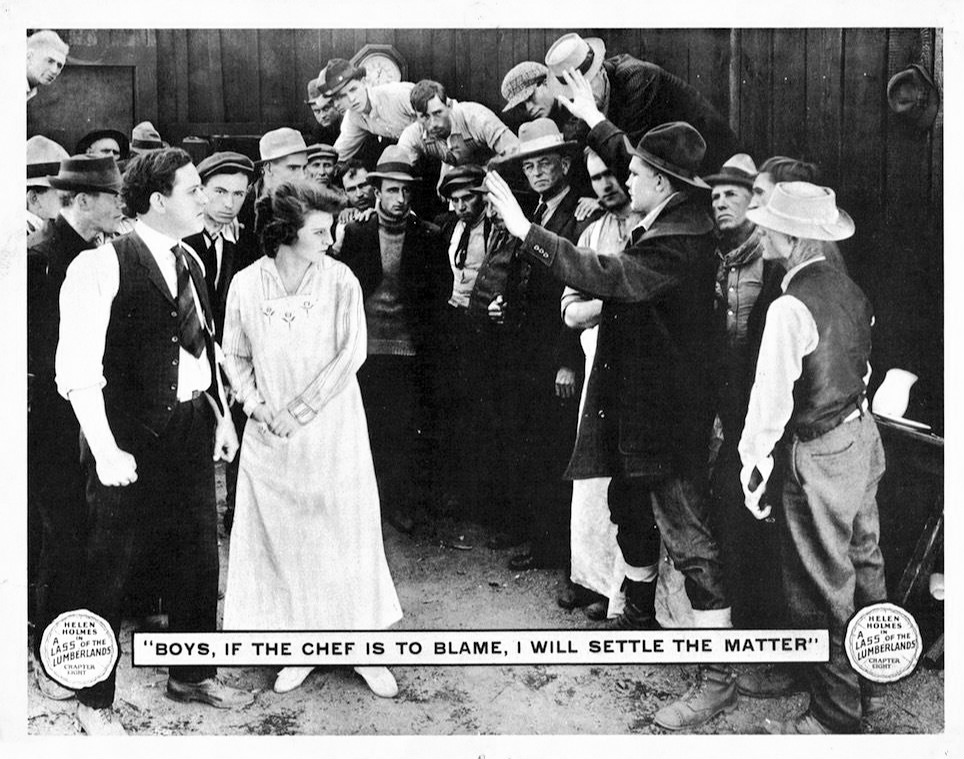
Cena do seriado A Lass of the Lumberlands

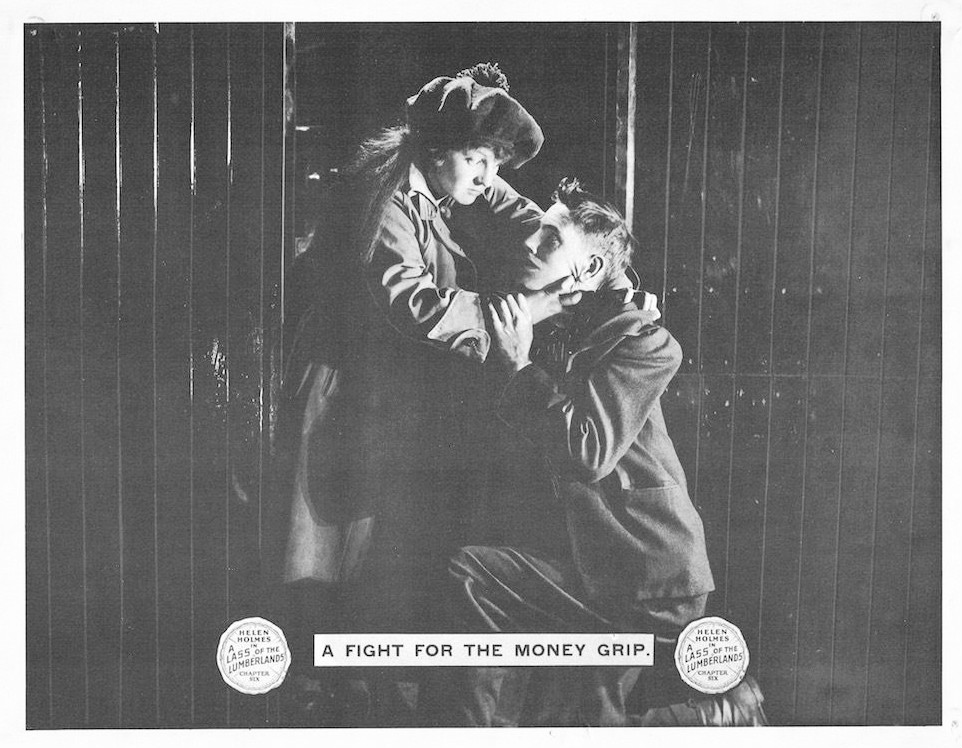
Cena do seriado A Lass of the Lumberlands

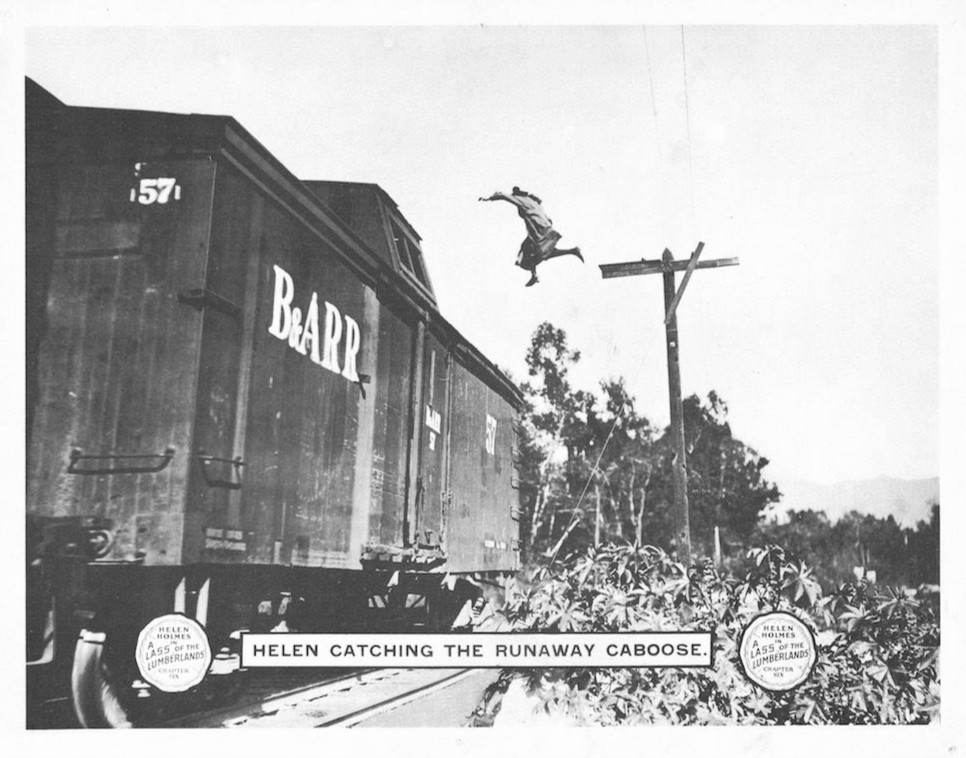
Cena do seriado A Lass of the Lumberlands

A Lass of the Lumberlands é um seriado estadunidense de 1916, em 15 capítulos, no gênero Western, dirigido por Paul Hurst e J. P. McGowan, e estrelado por Helen Holmes, Leo D. Maloney e Thomas G. Lingham. Produzido pela Signal Film Corporation e distribuído pela Mutual Film Corporation, veiculou nos cinemas estadunidenses de 23 de outubro de 1916 a 29 de janeiro de 1917.
Este seriado é considerado perdido.

## Elenco
- Helen Holmes - Helen Holmes / Helen Dawson
- Leo D. Maloney - Tom Dawson
- Thomas G. Lingham - Dollar Holmes
- William N. Chapman
- Paul Hurst
- Katherine Goodrich
- Frank Hemphill
- William Behrens

## Capítulos
1. The Lumber Pirates
2. The Wreck in the Fog
3. First Blood
4. A Deed of Daring
5. The Burned Record
6. The Spiked Switch
7. The Runaway Car
8. The Fight in Camp I
9. The Double Fight
10. The Gold Rush
11. The Ace High Loses
12. The Main Line Wreck
13. A Battle of Wits
14. The Indian's Head
15. Retribution